# Říhovského vila
Říhovského vila je rodinný dům zbudovaný v letech 1899 – 1900 pro malíře Rudolfa Říhovského. Dům je situován na adrese Slavíčkova čp. 173 v Praze-Bubenči.

## Historie
Po malířá Rudolfu Říhovském dům převzal jeho syn Viktor. V 60. – 80. letech 20. století vilu obývali výtvarníci Jaroslav a Jan Hořánkovi. V roce 2018 byl majitelem Dmitry Filatov z Ruska. V roce 2021 se dům začal opravovat.

## Architektura
Vilu navrhl architekt Alois Dryák ve spolupráci se stavitelem Gustavem Papežem, jehož jméno je uvedeno na fasádě. Návrh propojuje prvky lidové architektury (např. dřevem obložený štít) s prvky secese.
Nápadným prvkem domu je především rostlinná výzdoba na fasádě, jejímž autorem je pravdě podobně sám první vlastník domu Rudolf Říhovský. Malované stvoly asymetricky prorůstají průčelím domu a nad širokým oknem na nich rostou pomeranče.